# 林達泉
林達泉（1831年—1878年11月3日），字海巖，廣東省惠潮嘉道嘉應直隸州大埔縣陰那坑松水澗（今廣東省梅州市大埔縣大麻鎮水口村松水澗）人，清朝官員。林達泉來臺任官時，有「治臺三策」。對於後山（臺灣東部），認為要「以退為進，逐漸而前」；對於全臺，認為要「用海不用山」；對於理財，認為要「求己不求人」。

## 生平
林達泉出生於道光十一年（1831年），祖父林克堂跟父親林春山都是監生。咸豐十一年（1861年）中式舉人。同治四年（1865年）進京赴試未上榜，被當時擔任蘇松太兵備道的丁日昌聘為記室。因為其留心經濟，熟悉今古輿圖及外洋各國形勢，受丁日昌重用。後因太平天國餘部流竄廣東、福建等地，林達泉返鄉督辦團練，後來敘績以知縣選用。同治七年（1868年），隨剿捻軍有功，捐陞直隸州知州，歸江蘇補用，賞戴花翎。同治八年（1869年），林達泉赴補江蘇，又奉命辦理江蘇機器局暨通商交涉海運諸事宜，以勞保候補直隸州以知府用。
同治九年（1870年），署江蘇省蘇松太道太倉直隸州崇明縣知縣，任內處理不少積累的訟案。同治十一年（1872年），署常鎮通海道常州府江陰縣知縣。同治十二年（1873年）短暫接替陳星聚，擔任臺灣府淡水撫民同知。光緒元年（1875年），奏補江蘇省淮揚海道海州直隸州知州，任內捕獲盜賊趙慶安、張飛豹、郭佃揚等人。
光緒元年（1875年）臺北府正式建立。光緒三年（1877年），欽差大臣沈葆楨以其「器識閎遠，潔己愛民」，奏請調署臺北府知府。此外尚有閩浙總督何璟、福建巡撫丁日昌的保薦。光緒三年五月十六日（1877年6月26日）有上諭讓林達泉試署臺北府知府。但因為林達泉此時擔任江蘇省底下的海州直隸州知州，跨省揀選不合定制，引發爭議。最後以林達泉試署視作特例，以後不得援引此例為條件，於八月廿四日（1877年9月30日）正式准許林達泉調署臺北府知府。
次年（1878年）三月林達泉抵任，當時也由他兼攝新竹、淡水的知縣。此時臺北府暫時以原淡水廳治竹塹（今新竹市）為府治，故林達泉是在竹塹辦公。為求防務需求，林達泉經過實地探勘，初步決定於艋舺與大稻埕之間的未開墾荒地構築臺北城。並構想將重要臺北府城官署、宗廟等建築設立其中。同年七月發生加禮宛事件，身為知府的林達泉籌辦軍火與糧餉給前線的清軍。後來因父喪丁憂，哀毀勞瘁，發背疽而於同年十月九日（1878年11月3日）逝世。在他逝世後，由當時擔任中路理番同知的陳星聚署理臺北府知府。

### 列表
- 《清史稿》卷四七九循吏四（《清史稿臺灣資料集輯》作卷四八六），頁13081。
- 《清史列傳》卷七十七循吏四。
- 尹章義：〈台北設府築城考〉，《台北文獻》66，民72.12。
- 《台北市志》人物志，頁21。
- 《重修臺灣省通志》卷九人物志，頁196。
- 《臺灣通志》列傳政績，頁492。
- 劉寧顏 編：《重修台灣省通志》，台北市：台灣省文獻委員會，1994年。
- 《臺灣歷史人物小傳—明清暨日據時期》 國家圖書館 民國92年12月 頁268-269